# Dicranomyia (Dicranomyia) iniquispina
Dicranomyia (Dicranomyia) iniquispina is een tweevleugelige uit de familie steltmuggen (Limoniidae). De soort komt voor in het Australaziatisch gebied.